# Фостаківський Іван
Іван Фостаківський (* 1 січня 1890, Товсте, Скалатський повіт — † 26 грудня 1964, м. Готдейл, Массачусетс, США) — сотник, літун Української Галицької Армії.

## Життєпис
Народився 1 січня 1890 у селі Товсте, Скалатського повіту, тепер Гусятинський район Тернопільської області.
У 1909 закінчив Тернопільську гімназію, згодом навчався у Торговельно-експортній академії у Відні.
Протягом 1912–1913 на військовій службі у фортечній артилерії фортеці Катаро (Південна Далмація). Напередодні Першої світової війни працював у банківський сфері, був люстратором крайового патронату фінансової спілки «Райфайзен». Під час війни служив у гірській та польовій артилерії.
12 грудня 1918 вступив до Летунського відділу Української Галицької Армії, у званні поручник служить літуном-дозорцем. 5 лютого 1919 був тяжко поранений від вибуху авіаційної бомби під час проведення практичного заняття, яке проводив командир Летунського відділу полковник Борис Губер. Тривалий час перебував на лікуванні. У травні 1919 повернувся до Летунського відділу УГА.
31 липня 1919 отримав звання сотника Української Галицької Армії. Навесні 1920 демобілізувався й повернувся у рідне село.
Під час Другої світової війни працював директором відділу Ревізійного союзу українських кооперативів у Кракові.
Пізніше емігрував до Сполучених Штатів Америки. Помер у м. Готдейл, штат Массачусетс.
Автор ґрунтовної книги спогадів про авіацію Української Галицької Армії.

## Твори
- Іван Фостаківський, сотн. УГА, «Летунство», Українська Галицька армія у 40-річчя її участи у визвольних змаганнях. (Матеріяли до історії). Видав хорунжий УСС Дмитро Микитюк, Вінніпеґ, 1958